# You Baby
Albums de The Turtles
It Ain't Me Babe
(1965) Happy Together
(1967)
You Baby est le deuxième album du groupe de rock américain The Turtles, sorti en 1966.

## Titres

### Face 1
1. Flyin' High (Country Joe McDonald, Al Nichol) – 1:47
2. I Know That You'll Be There (P. F. Sloan, Steve Barri) – 2:13
3. House of Pain (Howard Kaylan) – 2:48
4. Just a Room (Steve Duboff, Artie Kornfeld) – 2:30
5. I Need Someone (Chuck Portz, Jim Tucker) – 2:23
6. Let Me Be (P. F. Sloan) – 2:22

### Face 2
1. Down in Suburbia (Bob Lind) – 4:09
2. Give Love a Trial (R. Schwartz, M. Portz) – 2:18
3. You Baby (P. F. Sloan, Steve Barri) – 2:17
4. Pall Bearing, Ball Bearing World (Howard Kaylan) – 2:54
5. All My Problems (Howard Kaylan, Don Murray, Al Nichol, Chuck Portz, Jim Tucker) – 3:15
6. Almost There (Howard Kaylan) – 2:15

## Musiciens
- Howard Kaylan : claviers, chant
- Al Nichol : guitare, basse, claviers, chant
- Mark Volman : guitare, chant
- Chuck Portz : basse
- Jim Tucker : guitare rythmique
- Don Murray : batterie
- Dwight Tunji Trio : percussions